# Nodocepheus minimus
Nodocepheus minimus är en kvalsterart som beskrevs av Sandór Mahunka 1985. Nodocepheus minimus ingår i släktet Nodocepheus och familjen Nodocepheidae. Inga underarter finns listade i Catalogue of Life.